# مسجد المفتی الجامع
مسجد المفتي الجامع (بالروسية: Муфти-Джами)‏، (بالأوكرانية: Муфті Джамі)‏، (بالتتارية: Müfti Cami)‏، (بالتركية: Müftü Camii)‏ يقع في فيودوسيا في القرم.

## التاريخ
بدأ إنشاء المسجد في 1623 واكتمل في 1637. تم بناء المسجد على طراز العمارة العثمانية. بعد ضم القرم إلى الإمبراطورية الروسية؛ أصبح المسجد كنيسة أرمنية كاثوليكية. في 1975، بُذلت جهود لإعادة المبنى إلى مظهره الأصلي. أُعيدت الملكية إلى تتار القرم، وفي 1998 بدأت الخدمات المنتظمة.

## صور

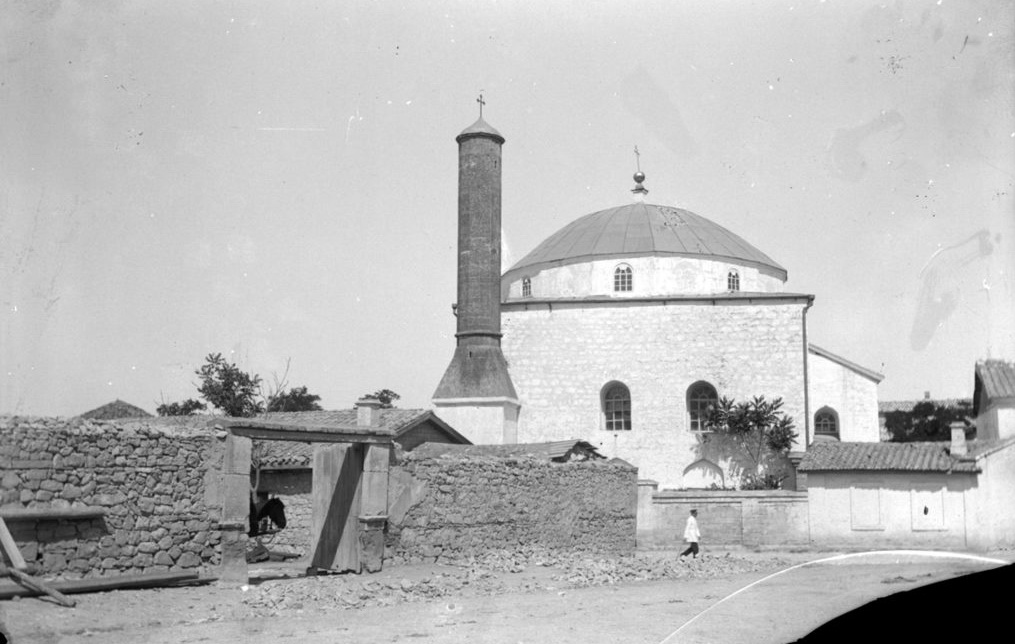
مسجد المفتي الجامع عندما كان معبداً مسيحياً، صورة ١٨٩٧
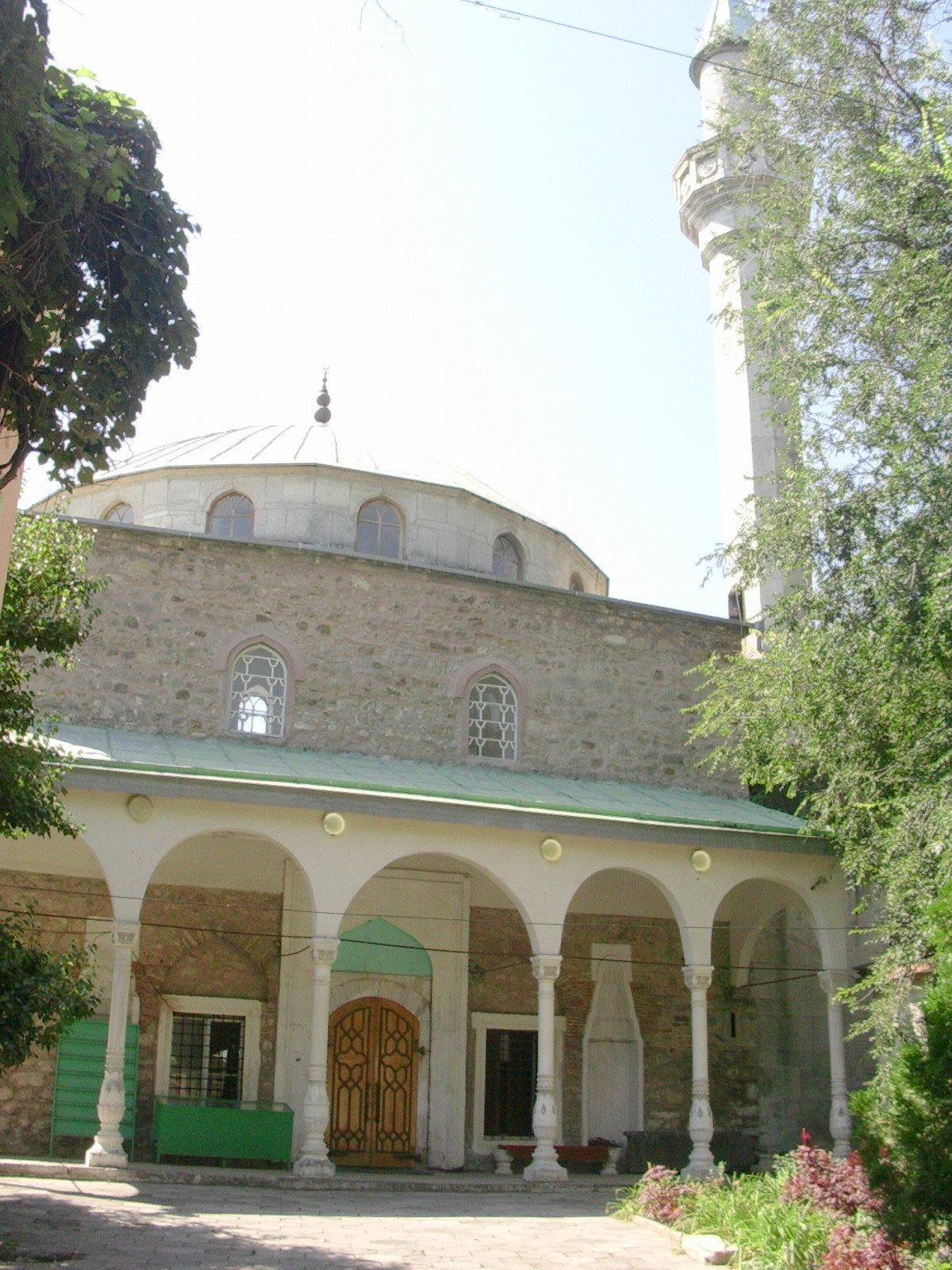
واجهة المبنى
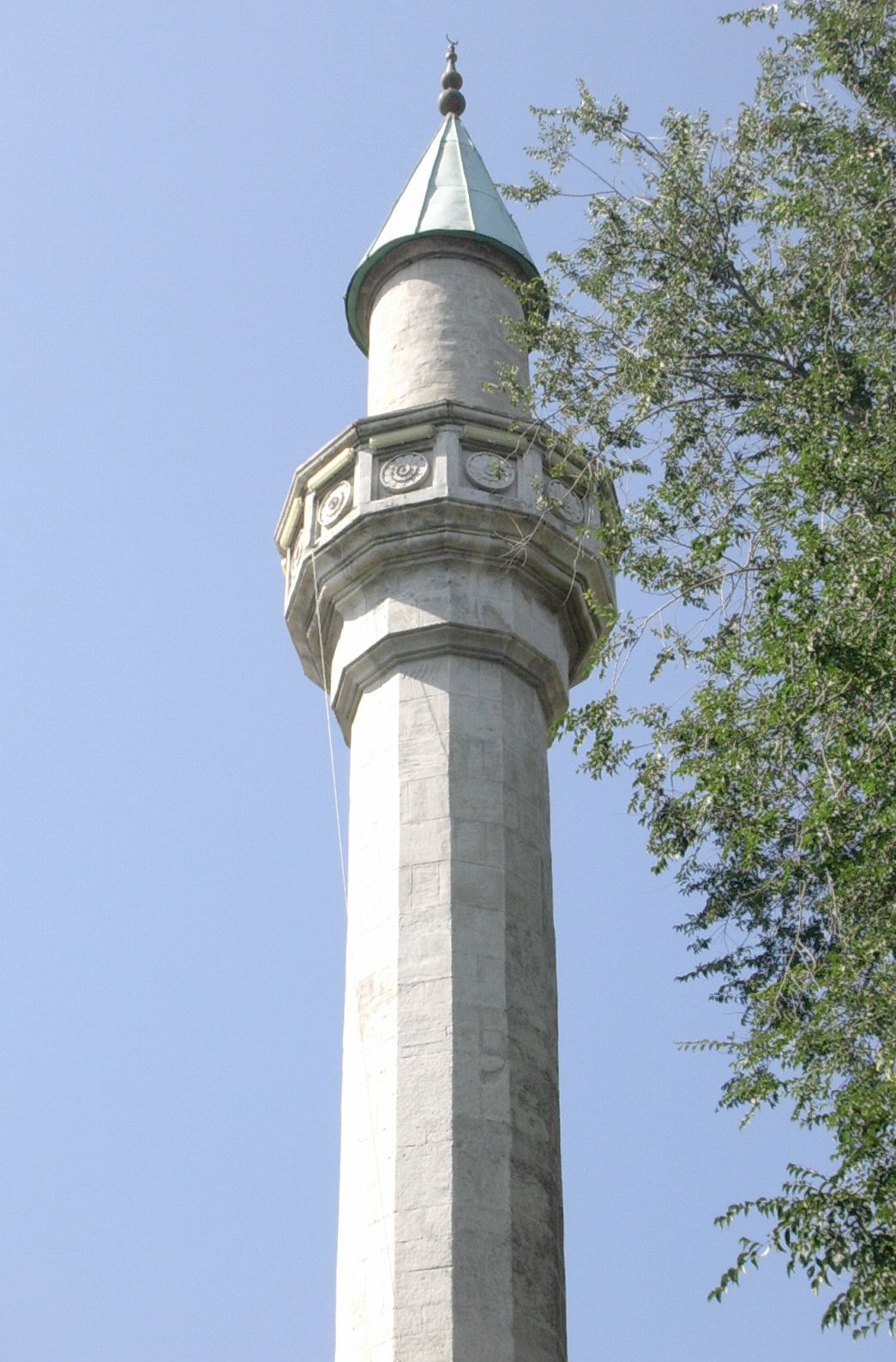
مئذنة